# Parecbasis cyclolepis
Parecbasis cyclolepis är en art av fisk som beskrevs 1914 av den tysk-amerikanske iktyologen och herpetologen Carl H. Eigenmann. Den är den enda arten i det monotypiska släktet Parecbasis, i familjen Laxkarpar (Characidae). Inga underarter finns listade i Catalogue of Life.